# Graphium agamemnon
Graphium agamemnon is een vlinder uit de familie van de pages (Papilionidae). De wetenschappelijke naam van de soort is gepubliceerd als Papilio agamemnon in 1758 door Carl Linnaeus in Systema naturae.